# Perfect Cherry Blossom
Touhou Youyoumu ~ Perfect Cherry Blossom. (Nhật: 東方妖々夢 〜 Perfect Cherry Blossom. (Đông Phương Yêu Yêu Mộng) Hepburn: Tōhō Yōyōmu, n.đ. "Tán anh đào hoàn hảo") là một tựa game bắn đạn cuộn màn hình dọc và là trò chơi chính thức thứ bảy của sê-ri Touhou Project của Team Shanghai Alice. Bản đầy đủ được phát hành lần đầu tiên vào ngày 17 tháng 8 năm 2003, tại Comiket 64. Trò chơi giới thiệu nhiều thay đổi về lối chơi so với bản game trước đó, Embodiment of Scarlet Devil, nhiều thay đổi trong số đó sẽ trở thành tiêu chuẩn trong các trò chơi Touhou sau này.

## Lối chơi
Perfect Cherry Blossom là một game bắn súng cuộn dọc, trong đó người chơi sẽ bắn kẻ thù sẽ xuất hiện từ trên cùng của màn hình, trong khi phải né tránh các cuộc tấn công của chúng, và chiến đấu với một con trùm ở giữa màn và ở cuối màn. Trò chơi bao gồm sáu màn chơi và cũng cung cấp một chế độ luyện tập, cho phép người chơi chơi qua một màn duy nhất bất kỳ lúc nào, miễn là họ đã sẵn sằng hoàn thành nó.
Trong Perfect Cherry Blossom, phương thức tấn công chính của người chơi là dùng 'kiểu đạn bắn' của họ, sát thương và hành vi của chúng thay đổi tùy thuộc vào nhân vật được đề cập và mỗi nhân vật có hai kiểu bắn có sẵn. Người chơi cũng có thể sử dụng 'bom' để xóa màn hình đạn, tạo cho bản thân khả năng bất tử trong một khoảng thời gian ngắn và gây sát thương lớn, nhưng người chơi chỉ có một số lượng bom hạn chế để sử dụng. Trong suốt quá trình của trò chơi, kẻ thù sẽ rơi ra các Vật phẩm Sức mạnh, điều này sẽ làm tăng sát thương kèm tốc độ bắn của người chơi và Vật phẩm Điểm, mang lại cho người chơi điểm, góp phần bổ sung mạng và bom của họ. Khi ở hỏa lực bắn tối đa, người chơi có thể di chuyển lên nửa đầu màn hình để thu thập tất cả các vật phẩm trên màn hình. Người chơi cũng sẽ nhận được một điểm thưởng nếu họ có thể 'bắt' được một thẻ bài phép của kẻ thù - bằng cách hoàn thành nó mà không chết, ném bom hoặc hết thời gian.
Perfect Cherry Blossom có ba nhân vật có thể chơi khác nhau để lựa chọn, với hai kiểu bắn khác nhau. Hakurei Reimu bắt đầu với ba quả bom, có hitbox nhỏ, và có lượng thời gian dài nhất trong trò chơi để deathbomb (kích hoạt một quả bom ngay sau khi bị đánh, tránh việc mất mạng), nhưng hỏa lực đạn yếu. Kirisame Marisa là nhân vật nhanh nhất và có ranh giới thấp hơn để thu thập tất cả các vật phẩm trên màn hình, nhưng có phạm vi tấn công hẹp và bắt đầu bằng hai quả bom. Izayoi Sakuya có hitbox lớn nhất, có điểm Cherry bị trừ thấp hơn nếu bị dính đan, và có thể tấn công trên một phạm vi thậm chí còn lớn hơn cả Reimu. Cô ấy bắt đầu với bốn quả bom.
Thay đổi lớn nhất mà Perfect Cherry Blossom giới thiệu so với bản tiền nhiệm Embodiment of Scarlet Devil là việc bổ sung hệ thống tính điểm "Cherry". Bắn kẻ thù và lướt đạn (có đạn của kẻ thù chạm đến cạnh hitbox của người chơi) làm tăng "Cherry Meter", và việc ném bom hoặc dính đạn sẽ giảm nó. Điểm anh đào cao hơn cho phép người chơi nhận được nhiều điểm hơn từ Vật phẩm Điểm và khi thu thập được tổng cộng 50.000 Điểm anh đào, người chơi sẽ được kích hoạt một Kết giới siêu nhiên, một chiếc khiên tồn tại trong bảy giây. Trong khi chiếc khiên hoạt động, Điểm Vật phẩm được thu thập ngay lập tức và người chơi có thể được bảo vệ khỏi một lần dính đạn từ kẻ thù, sẽ loại bỏ tất cả đạn mạc trên màn hình nhưng Kết giới sẽ biến mất. Nếu người chơi có thể sống sót trong toàn bộ thời gian của lá chắn mà không bị bắn trúng, người chơi sẽ nhận được điểm thưởng.
Những thay đổi quan trọng khác về lối chơi được giới thiệu trong Perfect Cherry Blossom là sự xuất hiện của hitbox của nhân vật người chơi khi chuyển sang chế độ tập trung, cũng như cảnh quay của người chơi có các thuộc tính khác nhau nếu chúng được tập trung, một con trỏ ở lề dưới của màn hình trong trận đấu trùm cho biết người chơi hiện đang ở vị trí của con trùm và thời gian nhất định để thực hiện một lượt deathbomb.
Nếu người chơi hoàn thành trò chơi mà không sử dụng tiếp tục, Giai đoạn Extra sẽ được mở khóa, với độ khó khó hơn đáng kể so với trò chơi mặc định, ZUN cũng thừa nhận rằng không phải tất cả người chơi đều có thể hoàn thành.  Dành riêng cho Perfect Cherry Blossom, có một Giai đoạn Phantasm sau Giai đoạn Extra, khó hơn Giai đoạn Extra và chứa đựng phần kết cho câu chuyện của trò chơi.

## Cốt truyện
Vào mùa xuân năm Gensokyo thứ 119, xảy ra di biến Tuyết mùa xuân (春雪 異 変). Gensokyo bị mắc kẹt trong một mùa đông vĩnh cửu, với những trận bão tuyết xảy ra vào tháng Năm. Ba nhân vật nữ chính, mỗi người vì những lý do riêng, bắt tay vào làm điều gì đó cho mùa đông, và trả lại mùa xuân cho Gensokyo. Vì đền Hakurei đã cũ nên mùa đông khiến Reimu bị mắc kẹt vĩnh viễn trong cái lạnh, điều này thúc đẩy Reimu lên đường giải quyết sự việc. Khi tìm thấy một cánh hoa anh đào trong nhà của cô trong Khu rừng Phép thuật, Marisa tò mò không biết liệu mùa đông vĩnh cửu có ảnh hưởng đến những nơi bên ngoài Gensokyo hay không, và giống như Reimu, Sakuya phải kết thúc mùa đông, nếu không cô sẽ hết nguồn cung cấp để giữ ấm cho dinh thự Hồng Ma Quán.  Về mặt lý thuyết, Reimu sẽ là người giải quyết vụ việc này.
Sau khi vượt qua một kết giới nằm trên những đám mây, nhân vật nữ chính bước vào cánh cổng của Minh giới (冥界). Ở đó, cô phải đối mặt với người làm vườn bán ma Konpaku Youmu. Youmu giải thích rằng cô đã bị ăn cắp bản chất của mùa xuân khắp Gensokyo để làm cho Saigyō Ayakashi (西行妖), một cây hoa anh đào youkai, nở một cách hoàn hảo theo mục đích từ người chủ của mình, Saigyouji Yuyuko. Nữ chính đánh bại Youmu và tiến đến Hakugyokurō (白玉楼) để lấy lại mùa xuân cho Gensokyo. Ở đó, công chúa ma của Hakugyokurō, Yuyuko, tiết lộ rằng cô ấy yêu thích một thi thể ngủ bên dưới cây anh đào Saigyou Ayakashi từ trước khi cô ấy tồn tại. Để phá vỡ phong ấn, cây hoa anh đào yêu quái ấy cần nở rộ. Yuyuko và nữ chính chiến đấu để có được "mùa xuân" cuối cùng chứa đựng trong người nữ chính cần thiết cho Hoa anh đào hoàn hảo, và đòi lại mùa xuân cho Gensokyo. Sau khi nữ chính đánh bại Yuyuko, Saigyou Ayakashi bắt đầu suy giảm sức khỏe. Tuy nhiên, phong ấn đã bị suy yếu sau khi nở gần hết, và linh hồn bị phong ấn tạm thời được giải phóng. Linh hồn được tiết lộ là của Yuyuko, và nữ chính chiến đấu với cô ấy lần thứ hai, cho đến khi linh hồn của Yuyuko cuối cùng bị phong ấn. Hậu quả của dị biến này, vì mùa xuân đến muộn nên mùa hanami trở nên ngắn ngủi, và cũng là nguyên nhân cho dị biến do Ibuki Suika chủ mưu trong Immaterial and Missing Power, phần game Touhou tiếp theo.
Vài ngày sau, Yuyuko nhờ nữ chính giúp đỡ. Kết giới ma thuật giữa Gensokyo và Netherworld đã bị suy yếu bởi Yakumo Yukari, một trong những người bạn của Yuyuko, khiến việc đánh cắp mùa xuân của Gensokyo trở nên dễ dàng hơn, dẫn đến việc nhiều u linh được nhìn thấy ở Gensokyo. Yuyuko yêu cầu nữ chính tìm bạn của mình, người sẽ chuẩn bị cho sự kiện ngắm hoa trong thời gian này, và nhắc nhở cô ấy việc sửa chữa kết giới.
Trong màn Phantasm, nhân vật nữ chính tìm kiếm Yukari. Thay vào đó, nữ chính gặp Chen. Chen đã tiết lộ rằng mình là thức thần của Yakumo Ran, và Ran đến chiến đấu với nữ chính sau khi Chen bị đánh bại một lần nữa. Ran tiết lộ rằng cô ấy cũng là một thức thần, và cô ấy sẽ không muốn bất cứ ai làm phiền đến chủ nhân của mình. Nhân vật nữ chính chiến đấu với Ran, biết rằng nó sẽ thu hút được sự chú ý của Yukari và đã chiến thắng.
Chủ nhân của Ran, Yukari, không xuất hiện, và Ran nói với nữ chính rằng cô ấy nên cố gắng trở lại vào ban đêm, vì chủ nhân của cô ấy ít ngủ hơn vào ban đêm. Trong Giai đoạn Phantasm, nhân vật nữ chính trở lại vào đêm hôm đó và đánh bại Ran đã suy yếu một lần nữa, sau đó Yukari xuất hiện để chào đón nữ chính. Yukari khá ngạc nhiên về khả năng của nữ chính và quyết định tiếp tục nơi Ran đã dừng lại. Yukari bị đánh bại và sử dụng khả năng của mình để thực hiện yêu cầu của nữ anh hùng. Tuy nhiên, vì điều này vẫn chưa được giải quyết và vẫn tiếp diễn trong một thời gian, Youmu đến Gensokyo và thu thập lại u linh bằng ánh sáng hitodama.

## Nhân vật

### Nhân vật chơi được
- Hakurei Reimu (博麗 霊夢) – Vu nữ của đền Hakurei, cô ấy cảm thấy mệt mỏi với cái lạnh kéo dài và muốn tìm ra nguồn gốc của thời tiết bất thường. Cô ấy tấn công bằng bùa tự ghim và kim châm.
- Kirisame Marisa (霧雨 魔理沙) – Là một pháp sư áo đen, cô ấy nhìn thấy một cánh hoa anh đào bay xuống bên ngoài ngôi nhà của mình trong Khu rừng Phép thuật và tự hỏi rằng liệu mùa xuân có đang diễn ra ở một nơi khác không. Cô tấn công bằng tên lửa ma thuật và tia laser.
- Izayoi Sakuya (十六 夜 咲 夜) - Hầu gái trưởng của Dinh thự Hồng Ma Quán, cô ấy biết rằng nguồn cung cấp  mùa đông của họ đang giảm đi nhanh chóng, và muốn kết thúc mùa đông kéo dài trước khi chúng cạn kiệt hoàn toàn. Cô ấy tấn công bằng dao tự động ghim và dao ném.

### Nhân vật trùm
- Cirno (チルノ, Chiruno) – Quay trở lại từ màn 2 trong Embodiment of Scarlet Devil, Cirno là trùm giữa của màn đầu tiên trong Perfect Cherry Blossom. Cô ấy vẫn sử dụng các cuộc tấn công bằng băng, tựa như năng lực của cô, nhưng cô ấy không có lời thoại trong trò chơi này.
- Letty Whiterock (レティ・ホワイトロック, Reti Howaitorokku) – Trùm chính màn một. Cô là một yuki-onna chỉ hoạt động trong mùa đông. Vì hiểu lầm về người đứng sau dị biến mùa đông bất tận, cô bị tấn công bởi các nữ chính. Cô ấy sở hữu một khả năng điều khiển sự lạnh giá — vì điều này tương đương với khả năng điều khiển mùa đông trong tự nhiên, cô ấy sở hữu sức mạnh to lớn tùy theo môi trường, nhưng cô ấy hầu như bất lực khi mùa đông sắp kết thúc. Khi mùa xuân bắt đầu, cô rút lui đến "nơi ở không xác định."[7]
- Chen (橙) – Trùm giữa và Trùm chính màn hai, trùm giữa màn Extra, và có xuất hiện trong một spellcard của Yakumo Ran, trùm màn Extra. Là một người canh giữ mèo ở ngôi làng đã mất của Mayohiga, Chen là thức thần của Yakumo Ran, người đã ban cho cô sức mạnh phép thuật. Chen là một bakeneko, có được sức mạnh của một vị thần phẫn nộ khi bị chiếm hữu, nhưng vì Ran cũng là một thức thần nên năng lực của cô ấy khá yếu. Thức thần của cô sẽ bị loại bỏ khi bị ngâm trong nước, vì cô ấy là một con mèo nên cô ấy đặc biệt bị ảnh hưởng bởi nước.
- Alice Margatroid (アリス・マーガトロイド, Arisu Māgatoroido) – Quay lại từ Mystic Square, Alice được thiết kế lại là midboss của màn 3, người duy nhất mà người chơi phải chiến đấu hai lần, và cũng là trùm của màn. Cô ấy là một pháp sư sử dụng búp bê, một sự khác biệt lớn với các đòn tấn công theo kiểu ma thuật cũ của cô ấy từ PC-98. Cô ấy có mái tóc vàng và làn da trắng, và phần nào giống với những con búp bê mà cô ấy tạo ra. Nói chung cô ấy khá thờ ơ với người khác, cô ấy gắn bó với ma thuật, tự tin, nhưng cũng rất rụt rè. Ban đầu là một con người, cô ấy đã trở thành một ma pháp sư sau khi hoàn thành một số khóa đào tạo. Đã không lâu kể từ ngày cô ấy trở thành một pháp sư, vì điều này, cô ấy vẫn tiếp tục những thói quen của con người như ăn và ngủ dù nó không còn cần thiết đối với cô nữa. Cô ấy sống trong Khu rừng Phép thuật, và có lẽ do ban đầu là con người nên cô ấy sẵn lòng cho những người bị lạc trong rừng trú ẩn. Bình thường xa cách, cô ấy không ngờ lại thích đấu tay đôi với người khác bằng bùa chú.
- Lily White (リリーホワイト, Rirī Howaito) – Trùm giữa của màn bốn. Là một nàng tiên đang vui mừng cho mùa xuân sắp tới. Cô ấy là midboss đầu tiên nhận được hồ sơ nhân vật chính thức.
- Prismriver Sisters (プリズムリバー三姉妹, Purizumuribā San-shimai) – Trùm của màn 4. Họ là những tao linh trong hình dạng của ba chị em gái. Họ vốn là con gái của một quý tộc, nhưng một biến cố không may xảy ra đã khiến bốn cô con gái của ông phải sống trong cảnh mồ côi. Cô con gái thứ 4, Layla Prismriver, đã không chịu rời khỏi ngôi biệt thự vì nó chứa đựng biết bao kỷ niệm của cô. Bằng cách sử dụng sức mạnh ma thuật của mình, cô gợi lên những tao linh với sự xuất hiện của những người chị gái mình, những người đã bị lãng quên cùng với dinh thự và những tao linh khác. Mặc dù họ đã chết từ đó, các chị em vẫn tiếp tục sống trong dinh thự. Ba chị em Prismriver, hiện là nghệ sĩ biểu diễn âm nhạc, đã được Yuyuko Saigyouji thuê để phục vụ giải trí cho buổi ngắm hoa sắp tới. Các nhân vật chính chạm trán với họ ở cánh cổng dẫn đến thế giới khác.
  - Lunasa Prismriver (ルナサ・プリズムリバー, Runasa Purizumuribā) – Người sẽ đấu với nữ chính đầu tiên khi chơi vai Reimu. Là chị cả của chị em nhà Prismriver, cô ấy chơi violin và thích biểu diễn solo.
  - Merlin Prismriver (メルラン・プリズムリバー, Meruran Purizumuribā) – Người sẽ đấu với nữ chính đầu tiên khi chơi vai Sakuya. Là con giữa của chị em nhà Prismriver. Cô ấy chơi kèn. Phép thuật của cô được đánh giá là mạnh nhất trong ba chị em, nhưng kỹ thuật của cô không tốt lắm. Dù vậy, cô ấy là người vui vẻ và có xu hướng ám ảnh về mọi thứ.
  - Lyrica Prismriver (リリカ・プリズムリバー, Ririka Purizumuribā) – Người sẽ đấu với nữ chính đầu tiên khi chơi vai Marisa. Là em út của chị em nhà Prismriver. Mặc dù thành thạo tất cả các nhạc cụ, cô ấy thích bàn phím và bộ gõ hơn. Cô ấy thông minh và cuốn hút, thường khuyến khích các chị gái của mình tham gia chiến đấu hơn là tự mình tham gia vào trận chiến.
- Konpaku Youmu (魂魄 妖夢, Konpaku Yōmu) – Là trùm màn năm và trùm giữa màn sáu, người làm vườn và vệ sĩ của Yuyuko. Với sự tập trung cao độ, những nhát kiếm của cô có thể làm chậm thời gian hoặc chớp mắt ngay lập tức. Vì cô ấy là sự pha trộn giữa người và u linh, cô ấy tồn tại ở dạng nửa người nửa yokai, và con u linh lớn luôn đi theo cô ấy chính là nửa cơ thể của u linh. Cô ấy có tính cách thẳng thắn và siêng năng, tính cách ấy khiến cô thường bị những người xung quanh, đặc biệt là Yuyuko lôi kéo, trêu chọc.
- Saigyouji Yuyuko (西行寺 幽々子, Saigyōji Yuyuko) – Trùm cuối cùng, công chúa ma quái của ngôi đền bên Minh giới, Hakugyokurō, người đã vô tình dụ các nạn nhân của mình đến cái chết của họ. Khả năng này bắt nguồn từ khi cô vẫn còn là một con người sống, và khiến cô cuối cùng phải tự sát, dùng mạng sống của mình để phong ấn một ác ma cổ đại trú ngụ trong một cây hoa anh đào yêu quái. Yuyuko, lần đầu xuất hiện, là một cô gái ngốc nghếch; Các việc làm trông tâm thần của cô dường như chủ yếu dành để trêu chọc người làm vườn và người hầu của cô, Youmu, và dự đoán bữa ăn tiếp theo của cô. Tuy nhiên, phong thái thường ngày của cô ấy lại che giấu một trí óc nhạy bén và một cái nhìn sâu sắc gần như phi thường. Danmaku của cô được đặc trưng bởi những kiểu đạn hình bướm.
- Ran Yakumo (八雲 藍, Yakumo Ran) – Trùm màn Extra và trùm giữa màn Phantasm. Một yêu quái cáo chín đuôi mà Yakumo Yukari đã làm thức thần cho cô. Cô ấy mạnh mẽ đáng kể ngay cả khi không có sự hỗ trợ của chủ nhân; trong số những thứ khác, cô ấy sử dụng sức mạnh này để duy trì thức thần của riêng mình, Chen. Vì Yukari ngủ mười hai giờ một ngày, cô ấy xử lý công việc của mình trong thời gian này, và chiến đấu với nữ chính trong khi Yukari đang ngủ.
- Yukari Yakumo (八雲 紫, Yakumo Yukari) – Trùm của màn Phantasm. Một yêu quái cổ đại có quyền kiểm soát ranh giới của tất cả mọi thứ, cả vật lý và ẩn dụ. Cô là bạn tốt của Yuyuko và là tiếp viên tự bổ nhiệm của phong ấn giữa Gensokyo và Thế giới Bên ngoài (Trái đất). Tuy nhiên, cô ấy đều dành hầu hết thời gian để ngủ, để lại mọi công việc cho thức thần Ran của mình và thức thần riêng của Ran, Chen. Khi rảnh, cô ấy có xu hướng tự giải trí bằng cách lôi kéo những con người chưa được chuẩn bị từ thế giới bên ngoài và mắc kẹt họ ở Gensokyo. Kỹ năng tính toán và toán học của cô ấy vượt xa Ran.

## Lịch sử phát hành
Bản demo đầu tiên của Perfect Cherry Blossom được phát hành tại Comiket lần thứ 63 vào ngày 30 tháng 12 năm 2002. Một bản demo khác chỉ có nhạc nền MIDI được phát hành miễn phí trực tuyến vào ngày 26 tháng 1 năm 2003. Phiên bản cuối cùng được phát hành vào ngày 17 tháng 8 năm 2003, tại Comiket lần thứ 64, trong khi phân phối tại các cửa hàng doujin bắt đầu vào ngày 7 tháng 9 năm đó. ZUN, thành viên duy nhất của Team Shanghai Alice, đã tạo ra một phiên bản khác của trò chơi cho Reitaisai đầu tiên, được tổ chức vào ngày 18 tháng 4 năm 2004, nơi một giải đấu ăn điểm số được tổ chức. Phiên bản này có các đoạn hội thoại và nhạc nền được thay đổi cho màn Phantasm. Ca khúc mới được đưa vào doujin CD là Cradle -tōhō gegakushi den- (Cradle - 東方 幻 樂 祀典 -) của Sound Sepher.
ZUN tuyên bố rằng Perfect Cherry Blossom là "một trò chơi không quá thông minh", nói rằng vì nhiều người mới đang chơi trò chơi của ông ấy, sẽ rất tuyệt nếu có thêm fan service, nhưng nó cũng giống như vậy. Ông nói rằng điều này là có chủ đích, vì các trò chơi doujin cho ông quyền tự do sáng tạo những gì ông ấy thích thay vì làm cho các công ty game, nơi mà mục tiêu chủ yếu là thu hút khách hàng mới.

## Đón nhận
Trong một bài đánh giá cho Sick Critic, Max Broggi-Sumner nói rằng "Perfect Cherry Blossom là một phần tiếp theo tuyệt vời, có tất cả mọi thứ khiến Embodiment of Scarlet Devil trở nên tuyệt vời và cải thiện trên đó. Với nhiều nhân vật có thể chơi hơn, cơ chế hấp dẫn hơn, bổ sung thêm màn Phantasm, nhạc nền hay hơn một cách đáng kinh ngạc, và cũng giống như các làn mưa đạn hấp dẫn, PCB là tuyệt vời cho cả những người mới tham gia sê-ri, những người chỉ muốn đánh bại trò chơi ở mức bình thường, cũng như những người kỳ cựu đủ giỏi để tập trung đạt điểm cao ở độ khó Lunatic.". Trên GameSpot, Perfect Cherry Blossom có số điểm đánh giá từ người dùng trung bình là 9,4 / 10.
Theo ZUN, Perfect Cherry Blossom là game Touhou nổi tiếng nhất trong cả series.
Nhà báo kiêm diễn viên hài người Anh Charlie Brooker, trong chương trình đánh giá trò chơi điện tử Gameswipe, đã trình bày Perfect Cherry Blossom như một ví dụ về thể loại shoot 'em up mà "những kẻ cuồng dâm tích cực thích nhúng tay vào". Anh ấy nói trò chơi "giống như một màn bắn pháo hoa bị ốm".